# 勝利軍団

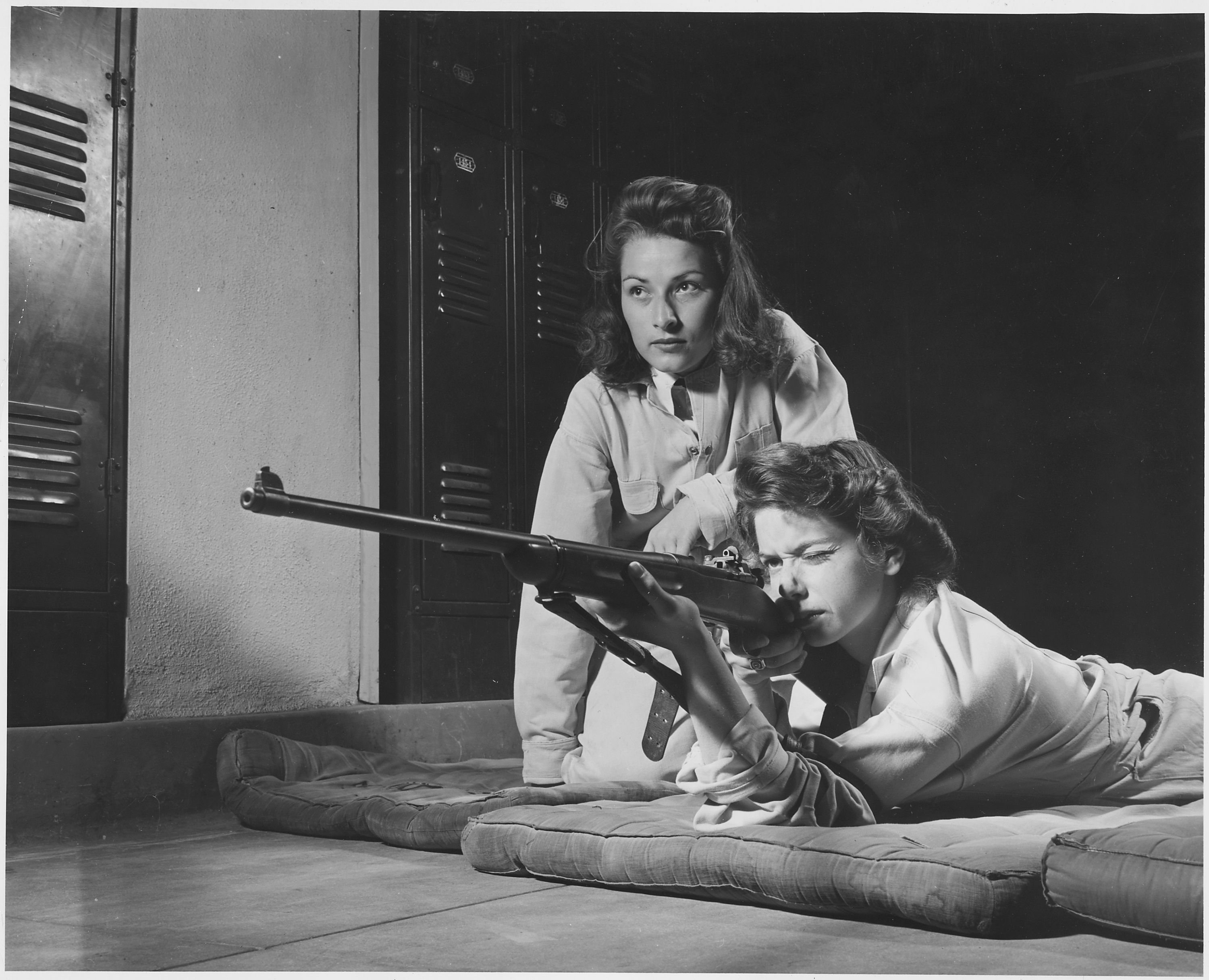
ロサンゼルス市セオドア・ルーズベルト高校の勝利軍団で軍事教練を受ける高校生

勝利軍団（Victory Corps）は、第二次世界大戦中のアメリカ合衆国で実施された、高校生に対する軍事教練プログラムである。1942年9月25日、教育局長ジョン・ウォード・スチュードベーカーは、戦争省、海軍省、民間航空委員会との連携のもと、勝利軍団を設置した。プログラムの目的は、中等教育学校の生徒を兵役およびその他の戦争協力への参加に備えさせることである。プログラムへの参加は任意とされていたが、真珠湾攻撃後の愛国心の高まりの中にあって、全米の多くの高校が戦争に貢献することを求めていた。1943年に在郷軍人会が行った調査によれば、オレゴン州にある232校の高校のうち、86校が既に勝利軍団プログラムを立ち上げており、また96校が翌学期から実施する予定であるとされていた。教育局では、国内全ての高校で勝利軍団プログラムを実施させることを目標としていた。
1942年-1943年度学期の始まりに合わせて、教育局は勝利軍団プログラムの目的は2つの大きな目標を達成することであると表明した。すなわち1.卒業後の戦争貢献に向けて若者を訓練すること、2.在学中に地域の戦争貢献へ若者を積極的に参加させることの2点である。団員資格は学校内での戦争貢献に参加した者に対する一般団員（general membership）、一般団員として2年活動した11年生および12年生に対する部門付団員（divisional membership）の2種類があった。戦争貢献のための能力を身につけることが重視されており、一般的な体力錬成などのほか、海軍志願者向けの三角法教育など、希望軍種に応じた専門的な課程も含まれていた。原則として「科学、数学、体育」（science, mathematics, and physical education）が重視された。兵役あるいは銃後の戦争努力への貢献に備え、8つの訓練分野から構成されていた。
- 兵役猶予職（Critical Services and Occupations）に関するガイダンス
- 戦時市民権
- 体力錬成
- 数学/科学基礎教育
- 飛行前航空学
- 兵役猶予職のための生産的訓練
- 地域奉仕
- 軍事教練

団員はこれらの教育を経て、自分の強みや能力に基づいて進路を選択する。進路として選べる部門（divisions）として、航空勤務（飛行士候補あるいは航空整備士）、海上勤務（海軍あるいは商船団）、地上勤務（陸軍あるいは海兵隊）、産業勤務（通商あるいは軍需産業）、地域勤務（技術者や看護師などの専門職）があった。勝利軍団プログラムの実施が始まると、関連する部活動が設置されたり、既存の部活動の内容が変更されることもあった。例えば、カリフォルニア州のウィッティア高校では、家庭科部が赤十字社のために衣類を作っていたし、世界友愛部（World Friend's Club）では戦後問題に関する討論会が行われていた。
勝利軍団プログラムが掲げた野心的な目標は、必ずしも実態と一致するものではなかった。導入した学校は52%に留まり、その他の学校では人員不足が指摘されたほか、既存のカリキュラムにどのように組み込むべきかが判断できなかった。また、クエーカー教徒やブレザレン教会からは、アメリカの学校に軍国主義を組み込むための第一歩として批判を受けた。勝利軍団にはドイツや日本が学校および青少年団体で実施した軍事教練との類似点も見られた。
終戦が迫る中、勝利軍団は1944年6月から段階的に廃止されていった。2年間の実施期間において、このプログラムは全米の学校に相当量の知識を提供し、また戦争遂行のための資金として数百万ドルを集めた。また、公立学校における人種的区別が法的に撤廃されるより10年も早く、白人と黒人の学生を共に参加させていたことも、当時としては画期的なことだった。